# Barthélemy Bruguière
Barthélemy Bruguière (ur. 12 lutego 1792 w Raissac-d’Aude, zm. 20 października 1835 w Pielikeou) – francuski duchowny rzymskokatolicki, biskup, misjonarz, pierwszy wikariusz apostolski Korei.

## Życiorys
Barthélemy Bruguière urodził się 12 lutego 1792 w Raissac-d’Aude we Francji. 23 grudnia 1815 otrzymał święcenia prezbiteriatu w Carcassonne i został kapłanem diecezji Carcassonne. W 1825 wstąpił do Towarzystwa Misji Zagranicznych w Paryżu i rok później wyjechał na misje do Syjamu. 5 lutego 1828 papież Leon XII mianował go koadiutorem wikariusza apostolskiego Syjamu (nigdy jednak nie objął tej katedry) i biskupem tytularnym Capsy. 29 czerwca 1829 przyjął sakrę biskupią z rąk wikariusza apostolskiego Syjamu Esprita-Marii-Josepha Florena MEP.
Wiedząc, że w Korei brakuje księży zaproponował, że wyjedzie tam na misje. 9 września 1831 papież Grzegorz XVI mianował go ordynariuszem utworzonego w tym dniu wikariatu apostolskiego Korei. Zmarł 20 października 1835 z wyczerpania w drodze do Mandżurii.